# Open d'Orleans 2021
L'Open d'Orleans 2021 è stato un torneo maschile tennis professionistico. È stata la 16ª edizione del torneo, facente parte della categoria Challenger 125 nell'ambito dell'ATP Challenger Tour 2021, con un montepremi di 132 280 €. Si è svolto dal 27 settembre al 3 ottobre 2021 sui campi in cemento del Palais des Sports di Orléans, in Francia.

## Partecipanti

### Teste di serie
| Nazionalità | Giocatore             | Ranking* | Testa di serie |
| ----------- | --------------------- | -------- | -------------- |
| Francia     | Ugo Humbert           | 26       | 1              |
| Francia     | Benjamin Bonzi        | 61       | 2              |
| Francia     | Arthur Rinderknech    | 74       | 3              |
| Francia     | Richard Gasquet       | 81       | 4              |
| Rep. Ceca   | Jiří Veselý           | 88       | 5              |
| Francia     | Corentin Moutet       | 91       | 6              |
| Francia     | Gilles Simon          | 99       | 7              |
| Francia     | Pierre-Hugues Herbert | 100      | 8              |

* Ranking al 20 settembre 2021.

### Altri partecipanti
I seguenti giocatori hanno ricevuto una wild card per il tabellone principale:
- Ugo Humbert
- Harold Mayot
- Corentin Moutet

Il seguente giocatore è entrato in tabellone come alternate:
- Ruben Bemelmans

I seguenti giocatori sono passati dalle qualificazioni:
- Kyrian Jacquet
- Evgenij Karlovskij
- Brayden Schnur
- Matteo Viola

## Campioni

### Singolare
Henri Laaksonen ha sconfitto in finale  Dennis Novak con il punteggio di 6–1, 2–6, 6–2.

### Doppio
Pierre-Hugues Herbert /  Albano Olivetti hanno sconfitto in finale  Antoine Hoang /  Kyrian Jacquet con il punteggio di 6–2, 2–6, [11–9].